# Pisagas Siuni
Pisagas (em grego: Πισάγας; romaniz.: Piságas; em armênio: Փիսակ; romaniz.: Pʿisak) foi um nobre armênio do século IV da família Siuni (Սյունի). É mencionado apenas nas Histórias Épicas de Fausto, o Bizantino e é tido como um exemplo de traição. A historiadora Nina Garsoïan sugere que seja uma personagem fictícia.

## Etimologia
Seu nome provavelmente originou-se no persa antigo como *pisak através do grego Πισάγας (Piságas), "leproso". Em armênio foi registrado como Pʿisak (Փիսակ).

## Vida
Pisagas pertencia à família Siuni e era presumivelmente seu naapetes (chefe familiar). No fim do reinado do rei Tigranes VII (r. 339–350), era seu senecapetes. Em 350, foi enviado como emissário ao marzobã do Azerbaijão Barsabores, com quem criou laços de amizade e lhe disse sobre o famoso cavalo de seu rei. Isso despertou o interesse de Barsabores, que o devolveu à Armênia com uma carta exigindo o cavalo. Tigranes se recusou a ceder o animal, mas temendo as ações obscuras de Pisagas, decidiu buscar o cavalo mais semelhante possível e enviou-o ao Azerbaijão junto de cartas oficiais e presentes. Antes da partida, Tigranes instruiu Pisagas a dizer: "Este é o mesmo que solicitou; ele [o rei] não o escondeu de você por amor [a ti]." No entanto, ao chegar, mudou inteiramente a fala do rei e disse:
| “ | Tigranes, rei da Armênia, [está cheio] de rancor, ciúme, malignidade, hostilidade, ódio, ressentimento, perfídia e insolência para o rei persa e todo [seu] exército que até mesmo escondeu um único esconderijo e o escondeu, te ridicularizando e te enganando [substituindo] outro [cavalo], que me deu para pegar [e] enviar para você, por outro. Além disso, não é só isso que diz, mas confiando no imperador [romano] e em seu exército, planeja tirar o reino persa da raça de Sasano, pois, diz, esse domínio pertence a nós e a nossos pais. Portanto, diz, não descansarei até que recupere a dignidade de nossos ancestrais, até que retorne mais uma vez seu antigo reino para seus filhos e filhos: para meu clã, para minha casa e para mim. | ” |

Barsabores, furioso, mandou carta a Sapor[a] difamando o rei. Ao mesmo tempo, Barsabores enviou carta a Tigranes alegando que queria visitá-lo em respeito ao amor que nutria. Chegou em Apaúnia com 3 mil homens e foi bem recebido, mas logo soube por Pisagas que foi ali recebido porque, segundo palavras do próprio Tigranes, aquela terra possuía poucos animais para caçar, uma vez que o rei se recusou a levar o oficial sassânida para as grandes zonas de caça do país. Ele não é mais citado depois disso.

## Avaliação
Para H. Gelzer, Nina Garsoïan, Nicholas Adontz e K. Melik'-Ohanjanyan, os dois capítulos nos quais é citado nas Histórias Épicas são presumivelmente inteiramente construídos a partir da tradição popular de eventos históricos do período, de modo que ambos não devem ser levados em conta como relatos fieis do fim da vida de Tigranes, ou mesmo de sua carreira. Os capítulos estão cheios de simbolismo e acumulam epítetos oriundos da tradição épica oral, bem como são inconsistentes na apresentação dos monarcas da Pérsia e de Roma (ora os omitindo, ora citando indivíduos anacrônicos ao contexto) e omitem o asparapetes, que seria comandante-em-chefe das tropas do país aquando da investida dos nobres contra os invasores. É igualmente possível que Pisagas seja uma figura inteiramente inventada, uma vez que o seu nome não é comum à onomástica dos Siunis, e a sua caracterização como traidor e ao mesmo tempo pertencente aos Siunis deve estar ligado ao caráter traiçoeiro dessa família em vários momentos da história armênios dos séculos IV e V. Nina Garsoïan ainda sugere que, uma vez que pensa ser uma figura ficcional, pode ter sido inspirado em Databe Besnúnio, que esteve ativo anos antes e foi igualmente traiçoeiro à monarquia armênia.